# Couvent de la Présentation de Manosque
Le Couvent de la Présentation est située sur la commune de Manosque dans le département des Alpes-de-Haute-Provence en France.

## Histoire
La ville de Manosque a fait restaurer le Couvent de Présentation datant du XIXe siècle. Le peintre Jean Carzou est chargé de réaliser une fresque de l'Apocalypse selon Saint-Jean achevée en juin 1991. L'éclairage des vitraux met en valeur les fonds à dominante bleu-vert de la fresque. L'abside, les destructions et massacres réalisés par l'homme sont représentés dans l'aile gauche du chœur qui annonce la reconstruction du monde. L'aile droite est consacré à la femme.
Les vitraux de l'église avec voûte à caissons, frise et colonne antiques dépeignent les guerres de Vendée et de Napoléon. Les grands génocides de l'histoire - guerres de Vendée, massacre des Indiens d'Amériques, des Arméniens par les Turcs en 1915, la Saint-Barthélemy à Paris et les camps de concentration - sont incarnés par les quatre cavaliers de l'Apocalypse.

## Architecture

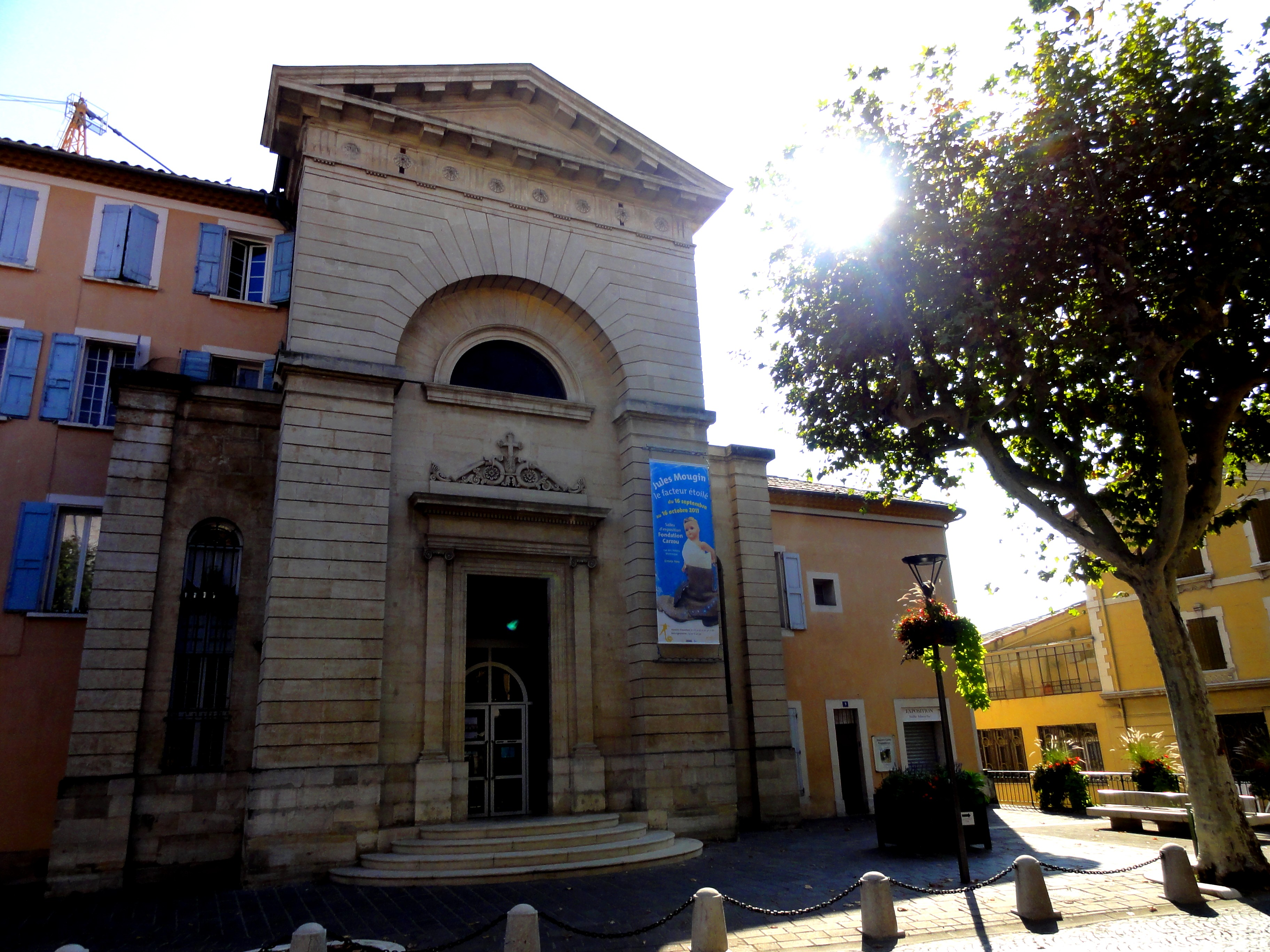
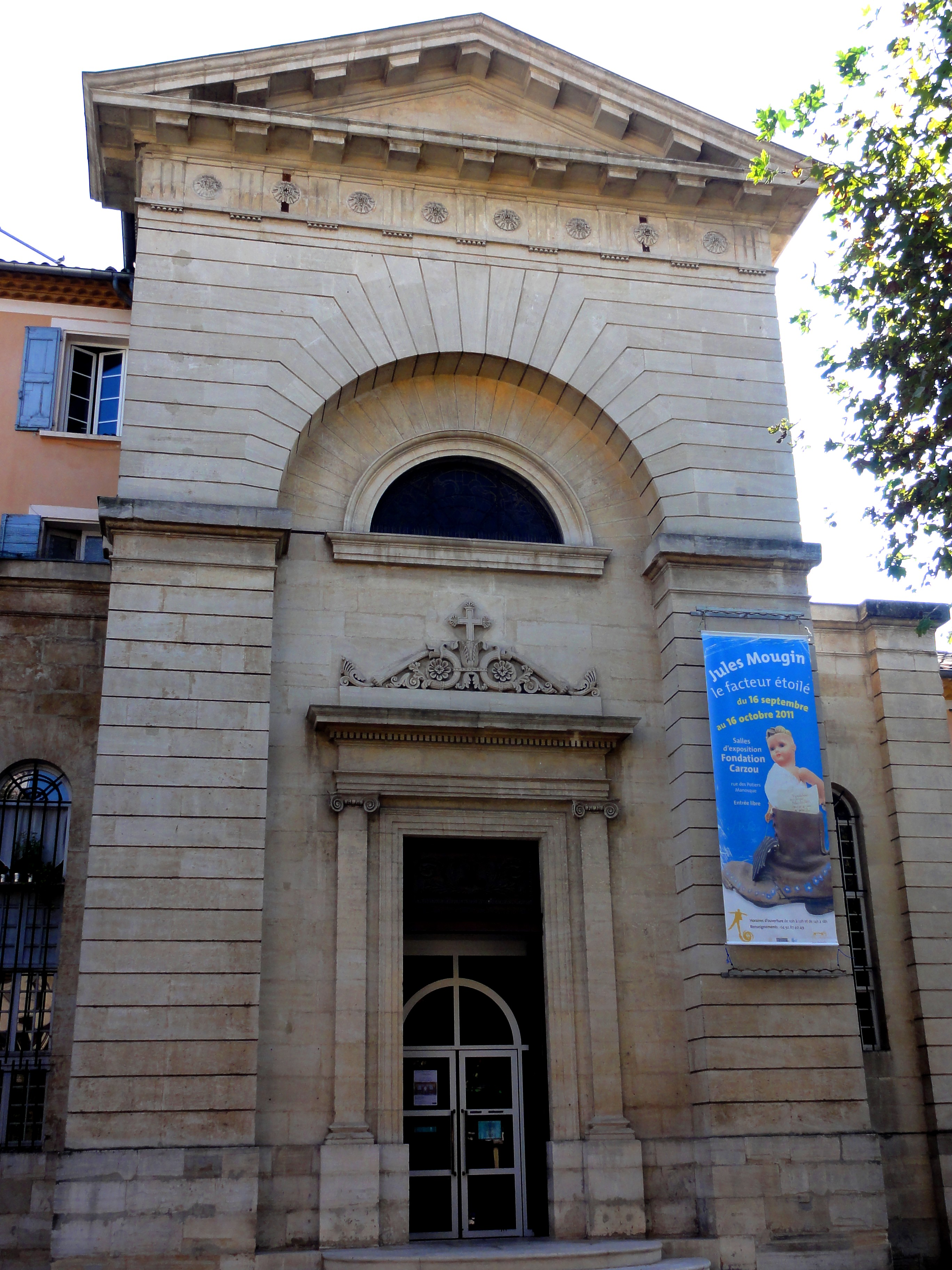